# Penumbra (Medizin)
Als Penumbra (lateinisch: Halbschatten) bezeichnet man bei einem Hirninfarkt den Bereich, der unmittelbar an die zentrale Nekrosezone angrenzt und noch überlebensfähige Zellen enthält.
In diesem Bereich, der unterschiedliche Größen haben kann, ist der Blutfluss reduziert. Das Gewebe ist hier nur unvollständig geschädigt. Durch den relativen Sauerstoffmangel (Hypoxie) kommt es temporär zum kompletten Funktionsausfall dieser Gewebeanteile. Das Gewebe in der Penumbra kann im weiteren Verlauf zum Teil weiter zerstört werden oder aber sich wieder erholen. Die Zerstörung der Zellen in dieser Zone erfolgt entweder über Exzitotoxizität (Apoptose) oder über Azidose (Nekrose), induziert durch
Glykolyse und der anschließenden Bildung von Laktat.
Ein wesentliches Ziel der therapeutischen Intervention beim ischämischen Hirninfarkt ist die Wiederherstellung eines ausreichenden Blutflusses in der Penumbra. Auf diese Weise soll das Ausmaß des Infarktes in Grenzen gehalten werden, was ein wesentlicher Faktor für die weitere Prognose ist.
Diagnostisch lässt sich die Penumbra durch ein sogenanntes Mismatch in der Diffusions- und Perfusionsgewichtung der Kernspintomographie des Schädels (cMRT) oder der Perfusions-Computertomographie nachweisen.